# Renée de Saussine
Renée de Saussine (1897-1988) est une écrivaine et une musicienne française.

## Biographie
Juliette Alice Marie-Renée de Saussine appartient à une famille du Languedoc ; elle naît le 28 août 1897 au château de Boisclaireau, à Teillé (Sarthe), propriété appartenant à sa famille maternelle. Elle est la fille d'Henri de Saussine, compositeur de musique. Par sa mère, elle est la petite-fille de Raphaël Villedieu de Torcy (1826-1883), député de l'Orne sous le Second Empire.[réf. nécessaire]
Confidente d'Antoine de Saint-Exupéry, elle préface ses Lettres de jeunesse. Elle avait été présentée à Saint-Exupéry par son frère, Bertrand de Saussine, qui avait été son condisciple au lycée Saint-Louis. Saint-Exupéry lui a écrit 25 lettres,.
Violoniste virtuose, elle s'est produite en concert en Europe et en Amérique du Sud.
Elle meurt à Paris 16e le 6 mars 1988.

## Œuvres
- Paganini le magicien, Paris, Éditions Gallimard, 1938. Rééd., Genève, Éditions du Milieu du Monde, 1950.
- La Vie des grands musiciens, 1967. Elle reçoit en 1967 pour cet ouvrage le prix Broquette-Gonin de littérature décerné par l'Académie française[6].